# Polizeiruf 110: Mordsfreunde
Mordsfreunde ist ein deutscher Kriminalfilm von Rainer Bär aus dem Jahr 1999. Es ist die 211. Folge innerhalb der Filmreihe Polizeiruf 110 und der 10. Fall für Schmücke und Schneider, bei dem sie einen bereits länger zurückliegenden tödlichen Unfall und zwei damit zusammenhängende, aktuelle Morde zu klären haben.

## Handlung
1988 wird der fünfjährige Jan Boldt von einem Auto angefahren und kommt dabei ums Leben. Die drei Insassen des Fahrzeugs halten kurz an, fahren aber weiter, als sie sehen, dass dem Jungen nicht mehr zu helfen ist. Sein älterer Bruder Robert hatte alles, von den Männern unbemerkt, mit angesehen, und nun nach zehn Jahren würde er gern die Verantwortlichen an ihre Tat erinnern. Er weiß, dass es sich bei den dreien um den Operntenor Werner Austen, den Taxiunternehmer Georg Quast und den jetzigen Bürgermeisterkandidaten Alfred Löbel handelt. Als ihm zufällig Werner Austen bei einer Theaterprobe begegnet, bei der Robert als Statist mitwirkt, fasst er den Entschluss, die drei zu mahnen. Er schickt ihnen per Post ein Foto des Grabsteins von Jan. Erschrocken über dieses Foto, wendet sich Quast an Löbel, der sich nicht vorstellen kann, dass es damals einen Zeugen gegeben haben kann, und deshalb verdächtigen sie Austen, dass er ihnen nun diesen üblen Streich spielt. An sich ist die Tat juristisch über die Jahre verjährt, jedoch bleibt die moralische Schuld, was Löbel bei seiner Kandidatur als Bürgermeister schaden könnte. Er will Austen zur Rede stellen, doch da dieser mit Löbel noch eine alte Rechnung offen hat, droht er ihm sogar, dass er nicht zulassen werde, dass er Bürgermeister werden würde.
Herbert Schmücke freut sich derweil auf seinen Opernabend. Zusammen mit seinem Kollegen Schneider wohnt er der Premiere von Tosca bei und erlebt dabei, wie der Hauptdarsteller von einer echten Kugel aus dem Gewehr eines der Statisten tödlich getroffen wird. Unverzüglich nehmen sie die Ermittlungen auf und versuchen herauszufinden, wer die Patronen in den Gewehren hätte austauschen können. Da die Komparsen keine personengebundenen Waffen benutzen, lässt sich nicht ermitteln, wer den tödlichen Schuss abgegeben hat. Die Spurensicherung findet bei dem Opfer einen Brief mit dem Foto eines Grabsteins, was den Kommissaren zunächst nichts sagt. Die Recherche führt somit zu Gertrud Boldt, der Mutter des Jungen, dessen Grabstein fotografiert wurde. Kommissar Schneider muss erfahren, dass der Unfall mit Fahrerflucht nie aufgeklärt wurde und die ganze Familie dadurch aus der Bahn geworfen wurde. Jans Vater hatte sich vor Gram erhängt und Gertrud Boldt musste ihren zweiten Sohn Robert in ein Heim geben, da sie mit ihm nicht mehr zurechtkam. Auch Robert ist nie richtig darüber hinweggekommen. Schneider erfährt auch, dass der Junge einer der Schützen im Theater war. Er will ihn zur Rede stellen, doch ergreift Robert die Flucht, als er bemerkt, dass er gesucht wird.
Schmücke findet inzwischen heraus, dass Alfred Löbel vor kurzem Austen in seiner Garderobe besucht hatte. Daher befragt er ihn, erhält aber keine weiteren Hinweise. Allerdings bemerkt er, wie ein Junge ihm einen Brief übergibt und Löbel daraufhin den Raum verlässt. Robert hat ihn über diesen Boten kontaktiert und outet sich nun als Bruder des Jungen, an dessen Tod er mitschuldig ist. Er will ihn in Löbels Jagdhütte treffen. Löbel berät sich daraufhin mit Quast, der nun darüber erbost ist, dass es doch noch einen Zeugen gibt. Er gerät mit Löbel in Streit, da er von ihm beauftragt wurde, die Munition auszutauschen, und er gemeint hatte, Austen sollte damit nur „einen Schuss vor den Bug“ erhalten, um sie nicht weiter zu bedrohen. Dabei kamen die Briefe gar nicht von Austen.
Robert macht sich auf den Weg zur Jagdhütte und lässt der Polizei eine Nachricht zukommen, dass sich Schmücke zu Löbels Jagdhütte begeben solle. Als Schmücke zusammen mit Schneider dort eintrifft, hat Löbel bereits seinen damaligen Fahrer Quast erschossen. Robert, der Löbel eigentlich zur Rede stellen wollte, ergreift daraufhin erneut die Flucht, da er befürchtet, dass die Polizei ihn auch hier für den Täter halten wird.
Schmücke fügt derweil alle Puzzlesteine zusammen und kommt dahinter, dass nur Löbel der Mörder sein kann und seine beiden ehemaligen Freunde aus dem Weg geräumt hat, damit sie ihm nicht durch den alten Fall mit der Fahrerflucht seine Kandidatur verderben. Um ihn zu überführen, greift Schmücke zu einer List. Da er Robert inzwischen stellen konnte, arrangiert er ein Treffen der beiden und hört somit Löbels unfreiwilliges Geständnis mit. Nachdem dieser auch noch Robert mit der Waffe bedroht, nehmen ihn Schmücke und Schneider fest.

## Kritik
Die Kritiker der Fernsehzeitschrift TV Spielfilm vergaben die bestmögliche Wertung (Daumen nach oben) und befanden: „Stimmig und mit Liebe zum Detail inszeniert“.